# Gran Premio de Alemania de Motociclismo de 1998

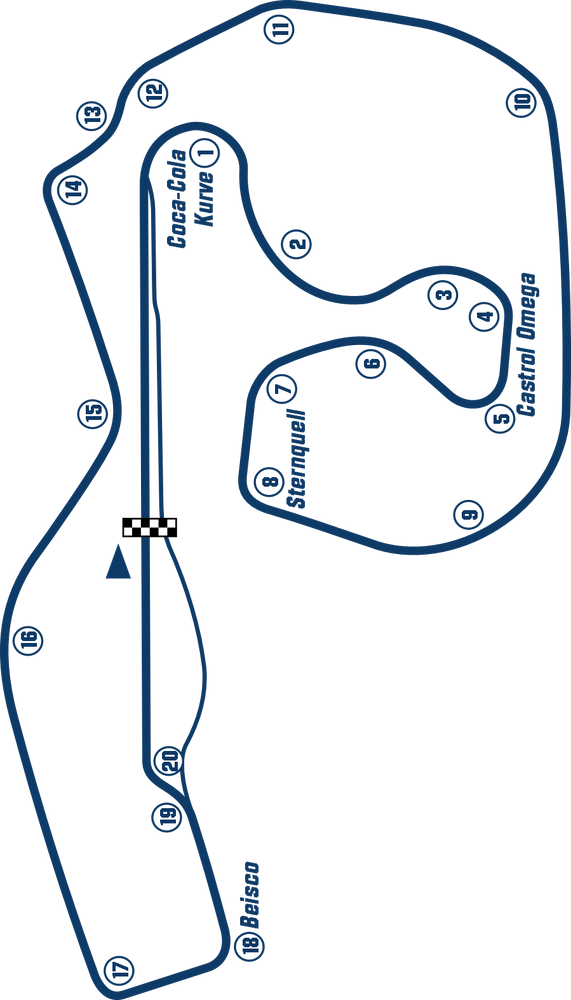
Trazado del Gran Premio De Alemania De Motociclismo de 1998

El Gran Premio de Alemania de Motociclismo de 1998 fue la novena prueba del Campeonato del Mundo de Motociclismo de 1998. Tuvo lugar en el fin de semana del 17 al 19 de julio de 1998 en Sachsenring, situado en Hohenstein-Ernstthal, Sajonia, Alemania. La carrera de 500cc fue ganada por Mick Doohan, seguido de Max Biaggi y Àlex Crivillé. Tetsuya Harada ganó la prueba de 250cc, por delante de Jeremy McWilliams y Valentino Rossi. La carrera de 125cc fue ganada por Tomomi Manako, Arnaud Vincent fue segundo y Roberto Locatelli tercero.

## Resultados 500cc
| Pos. | N.º | Piloto                   | Constructor | Vueltas | Tiempo/Retirado | Grilla | Puntos |
| ---- | --- | ------------------------ | ----------- | ------- | --------------- | ------ | ------ |
| 1    | 1   | Mick Doohan              | Honda       | 31      | 46:00.876       | 3      | 25     |
| 2    | 6   | Max Biaggi               | Honda       | 31      | +2.873          | 1      | 20     |
| 3    | 4   | Àlex Crivillé            | Honda       | 31      | +11.379         | 7      | 16     |
| 4    | 9   | Alex Barros              | Honda       | 31      | +11.533         | 6      | 13     |
| 5    | 55  | Régis Laconi             | Yamaha      | 31      | +19.093         | 4      | 11     |
| 6    | 10  | Kenny Roberts Jr         | Modenas KR3 | 31      | +30.087         | 2      | 10     |
| 7    | 28  | Ralf Waldmann            | Modenas KR3 | 31      | +34.881         | 11     | 9      |
| 8    | 17  | Jurgen van den Goorbergh | Honda       | 31      | +35.033         | 10     | 8      |
| 9    | 21  | Kyoji Nanba              | Yamaha      | 31      | +46.078         | 13     | 7      |
| 10   | 3   | Nobuatsu Aoki            | Suzuki      | 31      | +48.684         | 12     | 6      |
| 11   | 39  | Gregorio Lavilla         | Honda       | 31      | +58.019         | 17     | 5      |
| 12   | 26  | Bernard Garcia           | Honda       | 31      | +1:03.165       | 19     | 4      |
| 13   | 77  | Eskil Suter              | MuZ Weber   | 31      | +1:10.827       | 14     | 3      |
| 14   | 23  | Matt Wait                | Honda       | 31      | +1:10.941       | 18     | 2      |
| 15   | 72  | Fernando Cristóbal       | Honda       | 31      | +1:31.896       | 20     | 1      |
| 16   | 57  | Fabio Carpani            | Honda       | 30      | +1 Vuelta       | 21     |        |
| Ret  | 18  | Garry McCoy              | Honda       | 30      |                 | 15     |        |
| Ret  | 15  | Sete Gibernau            | Honda       | 29      |                 | 9      |        |
| Ret  | 88  | Scott Smart              | Honda       | 26      |                 | 16     |        |
| Ret  | 11  | Simon Crafar             | Yamaha      | 11      | Accidente       | 5      |        |
| Ret  | 5   | Norick Abe               | Yamaha      | 5       | Accidente       | 8      |        |
| DNQ  | 60  | Jörg Schöllhorn          | Honda       |         |                 |        |        |

- Pole Position: Max Biaggi, 1:27.894
- Vuelta Rápida: Alex Barros, 1:28.381

## Resultados 250cc
| Pos. | N.º | Piloto              | Constructor | Vueltas | Tiempo/Retirado | Grilla | Puntos |
| ---- | --- | ------------------- | ----------- | ------- | --------------- | ------ | ------ |
| 1    | 31  | Tetsuya Harada      | Aprilia     | 30      | 44:43.421       | 1      | 25     |
| 2    | 9   | Jeremy McWilliams   | TSR-Honda   | 30      | +9.033          | 7      | 20     |
| 3    | 46  | Valentino Rossi     | Aprilia     | 30      | +9.267          | 4      | 16     |
| 4    | 65  | Loris Capirossi     | Aprilia     | 30      | +10.611         | 2      | 13     |
| 5    | 24  | Jason Vincent       | TSR-Honda   | 30      | +38.261         | 8      | 11     |
| 6    | 7   | Takeshi Tsujimura   | Yamaha      | 30      | +43.611         | 10     | 10     |
| 7    | 17  | José Luis Cardoso   | Yamaha      | 30      | +45.243         | 14     | 9      |
| 8    | 37  | Luca Boscoscuro     | TSR-Honda   | 30      | +45.702         | 17     | 8      |
| 9    | 12  | Noriyasu Numata     | Suzuki      | 30      | +49.915         | 13     | 7      |
| 10   | 66  | Alex Hofmann        | Honda       | 30      | +51.523         | 11     | 6      |
| 11   | 44  | Roberto Rolfo       | TSR-Honda   | 30      | +54.914         | 19     | 5      |
| 12   | 8   | Luis d'Antin        | Yamaha      | 30      | +1:20.499       | 18     | 4      |
| 13   | 14  | Davide Bulega       | ERP-Honda   | 30      | +1:23.418       | 22     | 3      |
| 14   | 33  | Jamie Robinson      | Yamaha      | 30      | +1:23.915       | 15     | 2      |
| 15   | 84  | Mike Baldinger      | Honda       | 29      | +1 Vuelta       | 26     | 1      |
| Ret  | 86  | Markus Ober         | Honda       | 13      | Accidente       | 23     |        |
| Ret  | 85  | Matthias Neukirchen | Aprilia     | 13      | Accidente       | 27     |        |
| Ret  | 20  | William Costes      | Honda       | 10      |                 | 25     |        |
| Ret  | 47  | Ivan Clementi       | Yamaha      | 9       | Accidente       | 20     |        |
| Ret  | 16  | Johan Stigefelt     | Suzuki      | 6       | Accidente       | 16     |        |
| Ret  | 27  | Sebastián Porto     | Aprilia     | 4       | Accidente       | 3      |        |
| Ret  | 6   | Haruchika Aoki      | Honda       | 4       |                 | 9      |        |
| Ret  | 4   | Stefano Perugini    | Honda       | 3       | Accidente       | 5      |        |
| Ret  | 5   | Tohru Ukawa         | Honda       | 3       | Accidente       | 6      |        |
| Ret  | 41  | Federico Gartner    | Aprilia     | 0       | Accidente       | 24     |        |
| Ret  | 87  | Adrian Schmidt      | Honda       | 0       | Accidente       | 28     |        |
| DNS  | 11  | Jürgen Fuchs        | Aprilia     |         |                 | 12     |        |
| DNS  | 25  | Yasumasa Hatakeyama | ERP-Honda   |         |                 | 21     |        |
| DNQ  | 68  | Julien Allemand     | Honda       |         |                 |        |        |

- Pole Position: Tetsuya Harada, 1:28.684
- Vuelta Rápida: Tetsuya Harada, 1:28.625

## Resultados 125cc
| Pos. | N.º | Piloto                | Constructor | Vueltas | Tiempo/Retirado | Grilla | Puntos |
| ---- | --- | --------------------- | ----------- | ------- | --------------- | ------ | ------ |
| 1    | 3   | Tomomi Manako         | Honda       | 29      | 44:37.947       | 6      | 25     |
| 2    | 21  | Arnaud Vincent        | Aprilia     | 29      | +16.513         | 20     | 20     |
| 3    | 15  | Roberto Locatelli     | Honda       | 29      | +24.754         | 9      | 16     |
| 4    | 52  | Hiroyuki Kikuchi      | Honda       | 29      | +24.771         | 11     | 13     |
| 5    | 7   | Emilio Alzamora       | Aprilia     | 29      | +25.778         | 8      | 11     |
| 6    | 62  | Yoshiaki Katoh        | Yamaha      | 29      | +28.862         | 17     | 10     |
| 7    | 4   | Kazuto Sakata         | Aprilia     | 29      | +37.703         | 2      | 9      |
| 8    | 22  | Steve Jenkner         | Aprilia     | 29      | +39.681         | 10     | 8      |
| 9    | 5   | Masaki Tokudome       | Aprilia     | 29      | +41.147         | 7      | 7      |
| 10   | 29  | Ángel Nieto Jr        | Aprilia     | 29      | +49.449         | 16     | 6      |
| 11   | 26  | Ivan Goi              | Aprilia     | 29      | +54.783         | 25     | 5      |
| 12   | 17  | Juan Enrique Maturana | Yamaha      | 29      | +54.868         | 21     | 4      |
| 13   | 13  | Marco Melandri        | Honda       | 29      | +55.292         | 1      | 3      |
| 14   | 65  | Andrea Iommi          | Honda       | 29      | +55.350         | 23     | 2      |
| 15   | 16  | Christian Manna       | Yamaha      | 29      | +58.319         | 27     | 1      |
| 16   | 85  | Klaus Nöhles          | Honda       | 29      | +1:09.226       | 22     |        |
| 17   | 14  | Federico Cerroni      | Aprilia     | 29      | +1:17.974       | 18     |        |
| 18   | 84  | Reinhard Stolz        | Honda       | 29      | +1:27.436       | 26     |        |
| 19   | 86  | Oliver Perschke       | Yamaha      | 29      | +1:28.176       | 29     |        |
| 20   | 87  | Dirk Heidolf          | Honda       | 29      | +1:29.205       | 30     |        |
| Ret  | 20  | Masao Azuma           | Honda       | 10      |                 | 15     |        |
| Ret  | 41  | Youichi Ui            | Yamaha      | 9       | Accidente       | 4      |        |
| Ret  | 32  | Mirko Giansanti       | Honda       | 9       | Accidente       | 3      |        |
| Ret  | 59  | Jerónimo Vidal        | Aprilia     | 8       | Accidente       | 24     |        |
| Ret  | 23  | Gino Borsoi           | Aprilia     | 7       | Accidente       | 5      |        |
| Ret  | 39  | Jaroslav Huleš        | Honda       | 7       | Accidente       | 12     |        |
| Ret  | 88  | Maik Stief            | Yamaha      | 6       |                 | 28     |        |
| Ret  | 8   | Gianluigi Scalvini    | Honda       | 3       | Accidente       | 14     |        |
| DNS  | 9   | Frédéric Petit        | Honda       |         |                 | 13     |        |
| DNS  | 10  | Lucio Cecchinello     | Honda       |         |                 | 19     |        |

- Pole Position: Marco Melandri, 1:30.793
- Vuelta Rápida: Tomomi Manako, 1:30.838